# Crocus City Hall
El Crocus City Hall (en ruso: Крокус Сити Холл) es una sala de conciertos rusa que está situada en la localidad urbana de Krasnogorsk  (cerca de la ciudad de Krasnogorsk) en el distrito Krasnogorsky, en el óblast de Moscú (noroeste de la carretera de circunvalación de Moscú). La sala de conciertos es una parte del complejo Crocus City (Crocus City Mall, Crocus Expo, hoteles, restaurantes). La estación de metro más cercana es Myakinino, la primera estación de financiación privada y la primera estación de metro en el óblast de Moscú. El edificio está construido en memoria del cantante ruso-azerí Muslim Magomáyev y es propiedad del millonario Aras Agalarov. La sala cuenta con 7500 asientos.
El pabellón fue sede de Miss Universo 2013 y ha sido utilizado como pabellón de artes marciales mixtas y boxeo.
Actualmente, el complejo se encuentra cerrado de forma temporal debido al atentado perpetrado el 22 de marzo de 2024 por ISIS-K. 

## Atentado de 2024
El 22 de marzo de 2024 el recinto fue blanco de un ataque terrorista perpetrado por el Estado Islámico. Cinco hombres armados entraron al lugar disparando contra la multitud que asistía a un concierto, dejando al menos 150 muertos y más de 145 heridos.Luego se produjo un incendio que destruyó parte del techo del edificio.